# Primitive (Soulfly)
Primitive is het tweede album van de Amerikaanse metalband Soulfly. Het album is uitgebracht in 2000. Het album volgt hetzelfde principe van nu metal van het eerste album, en heeft een grote hoeveelheid gastartiesten, iets waar het album een boel kritiek voor te verwerken kreeg.

## Tracks
1. "Back to the Primitive"
2. "Pain"
3. "Bring It"
4. "Jumpdafuckup"
5. "Mulambo"
6. "Son Song"
7. "Boom"
8. "Terrorist"
9. "The Prophet"
10. "Soulfly II"
11. "In Memory of..."
12. "Flyhigh"

## Bezetting van de band tijdens opname
- Max Cavalera
- Joe Nuñez
- Marcello D. Rapp
- Mikey Doling